# Juan Carlos Zabala
Pour les articles homonymes, voir Zabala.
Juan Carlos Zabala, né le 11 octobre 1911 à Rosario et décédé le 24 janvier 1983 à Buenos Aires est un athlète argentin, vainqueur du marathon des Jeux olympiques d'été de 1932 à Los Angeles. Zabala est le plus jeune vainqueur du marathon des Jeux olympiques modernes devant Samuel Wanjiru aux Jeux olympiques de Pékin en 2008.

## Biographie
Né à Rosario, en Argentine, Juan-Carlos Zabala se consacre à l'athlétisme après avoir rencontré Alexander Stirling, son futur entraîneur. Il court son premier marathon en octobre 1931 et réalise peu après un nouveau record du monde du 30 km (1 h 42 min 30 s 4). L'année suivante, profitant de l'absence de Paavo Nurmi,il remporte le marathon des Jeux olympiques d'été de 1932 à Los Angeles avec le temps de 2 h 31 min 36 s. Il devance le Britannique Samuel Ferris de 19 secondes après s'être détaché dans les quatre derniers kilomètres. En 1936, il établit une nouvelle meilleure performance mondiale sur 20 km en 1 h 04 min 00 s 2. Aux Jeux olympiques de Berlin, Zabala termine sixième du 10 000 mètres, et ne parvient pas à conserver son titre sur le marathon, à la suite de son abandon au 33e kilomètre.

## Palmarès

### Jeux olympiques
- Jeux olympiques d'été de 1932 à Los Angeles :
  -  Médaille d'or du marathon
- Jeux olympiques d'été de 1936 à Berlin :
  - sixième du 10 000 mètres